# Виборчий округ 57
Виборчий округ 57 — виборчий округ в Донецькій області. В сучасному вигляді був утворений 28 квітня 2012 постановою ЦВК №82 (до цього моменту існувала інша система виборчих округів). Окружна виборча комісія цього округу розташовується в міському Палаці культури "Український дім" за адресою м. Маріуполь, просп. Металургів, 150.
До складу округу входять Кальміуський район та частина Лівобережного району (окрім мікрорайонів Піонерське, Приморське та Виноградне) міста Маріуполь. Округ складається із двох окремих частин, які не межують між собою. Виборчий округ 57 обмежений узбережжям Азовського моря на півдні, межує з округом 58 на південному заході та з округом 60 з усіх інших сторін. Виборчий округ №57 складається з виборчих дільниць під номерами 142297-142335, 142337-142349, 142351-142353 та 142355-142411.

## Народні депутати від округу
| Ім'я                           | Фото | Партія           | Скликання | Дата набуття повноважень | Дата припинення повноважень |
| ------------------------------ | ---- | ---------------- | --------- | ------------------------ | --------------------------- |
| Матвієнков Сергій Анатолійович |      | Партія регіонів  | 7-ме      | 12 грудня 2012           | 27 листопада 2014           |
| Матвієнков Сергій Анатолійович |      | самовисуванець   | 8-ме      | 27 листопада 2014        | 29 серпня 2019              |
| Новинський Вадим Владиславович |      | Опозиційний блок | 9-те      | 29 серпня 2019           | 6 липня 2022                |

## Результати виборів

### Парламентські

#### 2019
Кандидати-мажоритарники:
- Новинський Вадим Владиславович (Опозиційний блок)
- Салгалов Вячеслав Сергійович (Слуга народу)
- Філімонов Владислав Євгенович (Опозиційна платформа — За життя)
- Забавін Дмитро В'ячеславович (самовисування)
- Михайленко Олексій Миколайович (Європейська Солідарність)
- Пустовойт Руслан Костянтинович (самовисування)
- Остапенко Денис Вікторович (Батьківщина)
- Трібушкін Євген Дмитрович (самовисування)
- Карпов Владислав Сергійович (самовисування)
- Зорба Костянтин Костянтинович (самовисування)
- Куршев Андрій Юрійович (самовисування)

#### 2014
Кандидати-мажоритарники:
- Матвієнков Сергій Анатолійович (самовисування)
- Романюк Олександр Володимирович (самовисування)
- Забавін Дмитро В'ячеславович (самовисування)
- Ільчук Олександр Павлович (Сильна Україна)
- Шишман Федір Михайлович (Батьківщина)
- Дубовий Артем Владиславович (Свобода)
- Прідущенко Вікторія Вікторівна (Радикальна партія)
- Кравченко Микола Сергійович (Народний фронт)
- Кондрашова Яна Анатоліївна (самовисування)
- Семенченко Петро Михайлович (самовисування)
- Куровська Олена Анатоліївна (самовисування)
- Бессонов Олександр Павлович (самовисування)
- Глухов Сергій Анатолійович (самовисування)
- Чупілка Олег Петрович (самовисування)

#### 2012
Кандидати-мажоритарники:
- Матвієнков Сергій Анатолійович (Партія регіонів)
- Пуговкін Дмитро Юрійович (Комуністична партія України)
- Романюк Олександр Володимирович (Батьківщина)
- Асєєв Ігор Анатолійович (УДАР)
- Мороз Анатолій Михайлович (Наша Україна)
- Забавін Дмитро В'ячеславович (Україна — Вперед!)
- Яременко Микола Дмитрович (Соціалістична партія України)
- Щербаков Сергій Андрійович (Народна партія)

## Явка
Явка виборців на окрузі: